# Дай (тайп)
Дай (чечен. ДӀай) — чеченский тайп, относится к тукхуму (социально-экономический союз) Чеберлой.

## Этимология
Чеченский исследователь-историк Явус Ахмадов сообщает о возможности, происхождение название тайпа от гидронимом Дай-ахк (левый приток Шаро-Аргуна). Также тайп имеет горну вершину Дай-лам. По рассказам выходцев из аула Дай, основателем аула являлся переселенец из исторической области Нашха по имени Дай, с момента поселения которого на Шаро-Аргуне сменилось 17 или 18 поколений.

## Расселение
Представители тайпа проживали следующих аулах и хуторах: Дай, Шаро-Аргун, Бесты-ирзо, Урзунак техьа, Буоси, Бултазане, Босо-кӀотар, Да-кхелле и Чишон-кӀотар.

## Язык
Представители тайпа говорили на чеберлоевском диалекте, который в свою очередь представлял т. н. «дайский» говор.